# Crystal Springs (Mississippi)
La ville américaine de Crystal Springs est située dans le comté de Copiah, dans l’État du Mississippi. Elle comptait 5 873 habitants lors du recensement de 2000.

## Source
- (en) Cet article est partiellement ou en totalité issu de l’article de Wikipédia en anglais intitulé « Crystal Springs, Mississippi » (voir la liste des auteurs).